# Arthroleptis
Genre
Synonymes
- Schoutedenella De Witte, 1921
- Abroscaphus Laurent, 1941 "1940"
- Coracodichus Laurent, 1941 "1940"
- Arthroleptulus Laurent, 1941 "1940"

Arthroleptis est un genre d'amphibiens de la famille des Arthroleptidae.

## Répartition
Les 47 espèces de ce genre se rencontrent en Afrique subsaharienne.

## Liste d'espèces
Selon Amphibian Species of the World (17 mars 2020) :
- Arthroleptis adelphus Perret, 1966
- Arthroleptis adolfifriederici Nieden, 1911
- Arthroleptis affinis Ahl, 1939
- Arthroleptis anotis Loader, Poynton, Lawson, Blackburn & Menegon, 2011
- Arthroleptis aureoli (Schiøtz, 1964)
- Arthroleptis bioko Blackburn, 2010
- Arthroleptis bivittatus Müller, 1885
- Arthroleptis brevipes Ahl, 1924
- Arthroleptis carquejai Ferreira, 1906
- Arthroleptis crusculum Angel, 1950
- Arthroleptis fichika Blackburn, 2009
- Arthroleptis formosus Rödel, Kouamé, Doumbia & Sandberger, 2011
- Arthroleptis francei Loveridge, 1953
- Arthroleptis hematogaster (Laurent, 1954)
- Arthroleptis kidogo Blackburn, 2009
- Arthroleptis krokosua Ernst, Agyei & Rödel, 2008
- Arthroleptis kutogundua Blackburn, 2012
- Arthroleptis lameerei De Witte, 1921
- Arthroleptis langeri Rödel, Doumbia, Johnson & Hillers, 2009
- Arthroleptis loveridgei De Witte, 1933
- Arthroleptis mossoensis (Laurent, 1954)
- Arthroleptis nguruensis Poynton, Menegon & Loader, 2009
- Arthroleptis nikeae Poynton, 2003
- Arthroleptis nimbaensis Angel, 1950
- Arthroleptis nlonakoensis (Plath, Herrmann & Böhme, 2006)
- Arthroleptis palava Blackburn, Gvoždík & Leaché, 2010
- Arthroleptis perreti Blackburn, Gonwouo, Ernst & Rödel, 2009
- Arthroleptis phrynoides (Laurent, 1976)
- Arthroleptis poecilonotus Peters, 1863
- Arthroleptis pyrrhoscelis Laurent, 1952
- Arthroleptis reichei Nieden, 1911
- Arthroleptis schubotzi Nieden, 1911
- Arthroleptis spinalis Boulenger, 1919
- Arthroleptis stenodactylus Pfeffer, 1893
- Arthroleptis stridens (Pickersgill, 2007)
- Arthroleptis sylvaticus (Laurent, 1954)
- Arthroleptis taeniatus Boulenger, 1906
- Arthroleptis tanneri Grandison, 1983
- Arthroleptis troglodytes Poynton, 1963
- Arthroleptis tuberosus Andersson, 1905
- Arthroleptis variabilis Matschie, 1893
- Arthroleptis vercammeni (Laurent, 1954)
- Arthroleptis wageri FitzSimons, 1930
- Arthroleptis wahlbergii Smith, 1849
- Arthroleptis xenochirus Boulenger, 1905
- Arthroleptis xenodactyloides Hewitt, 1933
- Arthroleptis xenodactylus Boulenger, 1909
- Arthroleptis zimmeri (Ahl, 1925)

## Publication originale
- Smith, 1849 : Illustrations of the zoology of South Africa, consisting chiefly of figures and descriptions of the objects of natural history collected during an expedition into the interior of South Africa, in the years 1834, 1835, and 1836; fitted out by "The Cape of Good Hope Association for Exploring Central Africa" : together with a summary of African zoology, and an inquiry into the geographical ranges of species in that quarter of the globe, vol. 3, Appendix.